# 元帅殿 (临海)
元帅殿，浙江省台州临海市庙宇，位于古城街道桂花巷8号，内祀临侯，当地民间称“林元帅”。殿正西向，南面是居民区，西距台州府城墙180米、距灵江230米。1994年3月17日，临海市人民政府公布其为第四批“临海市文物保护单位”。

## 历史
元帅殿始建于明弘治二年（1489年），内祀临侯。据记载临侯即林洪，乃唐代进士，官邓州刺史，因祈雨不惜以身相殉，邓州人念其恩德，立祠以祀。林洪本与台州无关，因台州古代水灾、旱灾频发，五代时，“台人有过邓者，奉香火以归，响应如旧时”。宋太平兴国三年（978年），台州知州毕士安奉其相于城隍左阶，并将林改为临。明弘治二年（1489年）建庙于现址。清光绪五年（1879年），因祈雨灵验，浙江巡抚谭钟麟、布政使德馨、台州知府徐士銮等联名为之上疏，“请敕封号”，乃敕赐“孚应”。1994年3月17日列入第四批“临海市文物保护单位”，1995年按原貌重修。

## 建筑
元帅殿的建筑由院子、大殿、后殿三部分组成，院墙及大门为重修。大门门额上嵌“元帅殿”碑石，题款、落款分别为“明弘治二年吉旦”、“辛未年孟冬重修”；下嵌木质四字“阖保康宁”，似为明代旧物。门柱石制，刻有“延寿欣逢四月硕，良辰恰遇八堡安”对联。殿院右侧墙角有“临海市重点文物保护单位”石碑，两侧院墙共嵌有明代碑刻一块、清代碑刻两块、民国碑刻一块。
正殿硬山两坡顶，脊檩至内地坪高8米，彻上明造。殿顶大出檐，屋面铺望砖，上盖小青瓦，地面铺石板。面阔、进深各三间，通面阔13.2米，通进深14.45米。悬有“唐室名臣”、“瑞应桑林”匾额。殿内共用柱二十根，方柱四角圆形，柱头卷杀。内柱柱础高0.5米，上周饰一道勾云纹和一道划纹；檐柱柱础高0.33米，上周饰覆莲纹。梁两端有水浪激状雀替。前檐用斗栱承托撩檐枋，并沿用上昂手法，脊檩用蝴蝶木稳固，采用了明代常见的形制。殿内尚存明雕林洪像一躯。元帅殿被认为是台州明代庙宇建筑的典型实例。